# Automobile Racing Club of America
A Automobile Racing Club of America (sigla ARCA) é uma associação automobilística com sede em Toledo, Ohio, Estados Unidos fundada em 1953 que promove corridas de stock car com várias categorias.

## História
A organização foi fundada em 1953 como Midwest Association for Race Cars (MARC) como uma categoria regional por John Marcum, um ex fiscal da NASCAR, em 1964 a associação mudou o nome para Automobile Racing Club of America quando começou a correr no Daytona International Speedway. Durante grande parte da sua história a ARCA utilizou carros da NASCAR, geralmente as gerações anteriores, e algumas equipes da NASCAR possuem programas de desenvolvimento de pilotos na ARCA. Em 27 de abril de 2018 a ARCA foi adquirida pela NASCAR.

## Séries
- ARCA Racing Series
- ARCA Truck Series (entre 1999 e 2016)
- ARCA Midwest Tour
- ARCA West Series
- ARCA Late Model Gold Cup Series
- ARCA OK Tire Sportsman Series